# Jonas Mekas Visual Arts Center
Il Jonas Mekas Visual Arts Center (in lituano: Jono Meko Vizualiųjų Menų Centras) è un centro d'arti d'avanguardia situato a Vilnius, in Lituania.
Il Jonas Mekas Visual Arts Center è stato inaugurato il 10 novembre 2007 dall'acclamato regista lituano Jonas Mekas. La collezione, è composta da 2.600 pezzi. La raccolta totale di Fluxus vale 12 milioni di litas (5,6 milioni di dollari).